# Ivan Ljubic
Ivan Ljubic (Vienna, 7 luglio 1996) è un calciatore austriaco di origini croate, centrocampista del LASK.

## Caratteristiche tecniche
È un mediano.

## Carriera

### Club
Cresciuto nel settore giovanile dell'Austria Vienna, ha esordito con la squadra riserve il 4 novembre 2014 in occasione dell'incontro di Regionalliga vinto 2-0 contro il Sollenau.

### Nazionale
Il 7 settembre 2018 ha esordito con la nazionale Under-21 austriaca disputando il match di qualificazione per gli Europei Under-21 2019 vinto 2-1 contro l'Armenia.

## Palmarès

### Club

#### Competizioni nazionali
- Coppa d'Austria: 1

Sturm Graz: 2022-2023